# Zhongguancun (metropolitana di Pechino)
Zhongguancun (in cinese: 中关村站S, Zhōngguāncūn zhànP) è una stazione della linea 4 metropolitana di Pechino. La stazione è entrata in funzione in concomitanza con l'inaugurazione dell'intera linea, avvenuta il 28 settembre 2009.

## Posizione
La stazione di Zhongguancun si trova nei pressi del 4° anello ovest, nel distretto di Haidian, all'incrocio tra Zhongguancun Street e North Zhongguancun Street.

## Struttura e impianti
La stazione di Zhongguancun si sviluppa in due piani sotterranei, con una struttura a tre campate e banchine mediane. La lunghezza totale della stazione è di 179,9 metri mentre la larghezza totale è di 22,5 metri. La struttura principale della stazione di Zhongguancun è stata costruita utilizzando il metodo cut and cover. Il primo piano sotterraneo è adibito all'atrio di ingresso alla stazione, mentre il secondo piano sotterraneo è adibito al passaggio dei treni.
La stazione dispone di 7 ingressi, indicati con le lettere A1, A2, B, C1, C3, D, E. Solamente l'ingresso A1 è accessibile ai portatori di handicap grazie alla presenza di ascensori.

## Servizi
La stazione dispone di:
- Accessibilità per portatori di handicap (solo uscita A1)
- Ascensori (solo uscita A1)
- Scale mobili
- Emettitrice automatica biglietti
- Servizi igienici
- Sportello automatico
- Distributori automatici
- Stazione video sorvegliata
- Ufficio polizia

### Orari
Dal 30 dicembre 2010 la linea 4 condivide il percorso con la Linea Daxing; dalla stazione di Zhongguancun, relativamente alla linea 4, si operano i servizi come segue:
- Un servizio che copre l'intera tratta, da Anheqiao Nord, da dove inizia la Linea 4, fino a Tiangongyuan, capolinea della Linea Daxing.[6]
- Un servizio ridotto che copre l'intera Linea 4 al quale si aggiunge la fermata Xingong della Linea Daxing, la prima stazione della Linea Daxing, quindi offrendo corse da Anheqiao Nord a Xingong. I passeggeri che intendono proseguire verso sud devono scendere e cambiare binario in direzione Tiangongyuan.[7]

La prima corsa direzione Anheqiao Nord parte tutti i giorni alle 5:44 da Zhongguancun, mentre l'ultima alle 23:58. In direzione Tiangongyuan (linea Daxing), il primo treno opera alle ore 5:08 mentre l'ultimo alle 22:46. Inoltre, relativamente al servizio ridotto della linea, l'ultima corsa da Zhongguancun parte alle 22:57 e termina a Gongyi Xiqiao alle 23:39.

### Tariffazione
- Zhongguancun — Xingong (condiviso con la linea Daxing)
- Zhongguancun — Tiangongyuan (condiviso con la linea Daxing)
- Zhongguancun — Anheqiao Nord

Dalla stazione di Zhongguancun la tariffazione parte da un prezzo di ¥3 (circa €0,40) a seconda della distanza di viaggio totale da percorrere, fino a un massimo di ¥7 (circa €1).

## Interscambi
Fermata autobus